# Altfraunhofen
Altfraunhofen este o comună din landul Bavaria, Germania.